# Við Stórá
Við Stórá – stadion piłkarski w Trongisvágur niedaleko Tvøroyri, na Wyspach Owczych. Został otwarty 29 kwietnia 2012 roku. Pojemność obiektu wynosi 1600 widzów, z czego 324 miejsca są siedzące. Swoje spotkania rozgrywają na nim piłkarze klubu TB Tvøroyri.
Do końca sezonu 2010 klub TB Tvøroyri rozgrywał swoje mecze na stadionie Sevmýri w Tvøroyri. Obiekt ten nie spełniał już jednak wymogów stawianych przez Związek Piłkarski Wysp Owczych i w sezonie 2011 zespół TB Tvøroyri przeniósł się na stadion Á Skørðunum w Hvalbie. 17 listopada 2011 roku rozpoczęła się budowa nowego stadionu w Trongisvágur, Við Stórá. Dwa pierwsze mecze sezonu 2012, w którym TB Tvøroyri powrócił do najwyższej klasy rozgrywkowej, zespół rozegrał na obiekcie Á Eiðinum w Vágur. Nowy stadion został zainaugurowany dwa tygodnie przed obchodami 120-lecia klubu, 29 kwietnia 2012 roku (wówczas to gospodarze pokonali w spotkaniu ligowym ÍF Fuglafjørður 1:0). W sezonach 2017 i 2018 gospodarzem obiektu był klub TB/FC Suðuroy/Royn, powstały w wyniku fuzji trzech klubów piłkarskich z wyspy Suðuroy, TB Tvøroyri, FC Suðuroy i Royn Hvalba. Po sezonie 2018 doszło jednak do rozwiązania fuzji i odtworzenia TB Tvøroyri, który ponownie został gospodarzem areny.